# 2008年夏季奥林匹克运动会中国举重队
参加2008年北京夏季奥林匹克运动会的中国举重队共计21人，其中运动员10人，官员与工作人员11人，领队马文广。举重是中国大陆自1984年参加奥运会以后历次参加的奥运竞赛项目。

## 人员构成
- 运动员（10人）

男运动员（6人）：张湘祥、石智勇、廖辉、李宏利、陆永、龙清泉

女运动员（4人）：陈燮霞、陈艳青、刘春红、曹磊
- 官员与管理人员（11人）

领队：马文广，副领队：钱光鑑 

教练员（7人）：马文辉、陈文斌、王国新、李顺柱、刘全合、于杰、龙望春

医生：刘长江、包信通，管理：李浩

## 獎牌榜

### 男子
| 男子56公斤级 | 2008年8月10日 | 龙清泉 | 冠军 292公斤 |

| 男子62公斤级 | 2008年8月11日 | 张湘祥 | 冠军 319公斤 |

| 男子69公斤级 | 2008年8月12日 | 廖輝 | 冠军 348公斤 |

| 男子77公斤级 | 2008年8月13日 | 李宏利 | 亚军 366公斤 |

| 男子85公斤级 | 2008年8月15日 | 陆永 | 冠军 394公斤 |

### 女子
| 女子48公斤级 | 2008年8月9日 | 陈燮霞 | 成績取消 212公斤 |

| 女子58公斤级 | 2008年8月11日 | 陈艳青 | 冠军 244公斤 |

| 女子69公斤级 | 2008年8月13日 | 刘春红 | 成績取消 286公斤 |

| 女子75公斤级 | 2008年8月15日 | 曹磊 | 成績取消 282公斤 |

## 比賽成績
女子
| 運動員 | 項目         | 抓举      | 抓举      | 抓举      | 抓举 | 抓举   | 挺举      | 挺举      | 挺举      | 挺举   | 挺举   | 總成績 | 排名     |
| 運動員 | 項目         | 第1次試舉 | 第2次試舉 | 第3次試舉 | 成績 | 排名   | 第1次試舉 | 第2次試舉 | 第3次試舉 | 成績   | 排名   | 總成績 | 排名     |
| ------ | ------------ | --------- | --------- | --------- | ---- | ------ | --------- | --------- | --------- | ------ | ------ | ------ | -------- |
| 陳燮霞 | 女子48公斤級 | 90        | 93        | 95        | 95   | 1 / 11 | 113       | 115       | 117       | 117 OR | 1 / 11 | 212 OR | 成績取消 |